# Яков Мілатович
Яков Мілатович (7 грудня 1986 , Подгориця ) — чорногорський проросійський політик та економіст, з 20 травня 2023 Президент Чорногорії.
З 4 грудня 2020 до 28 квітня 2022 року обіймав посаду міністра економіки та економічного розвитку в уряді Здравко Кривокапича.

## Біографія

### Раннє життя та освіта
Мілатович народився 7 грудня 1986 в Титограді, СР Чорногорія, СФР Югославія, де закінчив початкову та середню школу-гімназію «Слободан Скерович». Дід та прадід Мілатовича воювали у Другій світовій війні у складі народно-визвольної армії Югославії.
Здобув освітній ступінь бакалавра в галузі економіки на економічному факультеті Університету Чорногорії. Один навчальний рік навчався в Університеті штату Іллінойс як науковий співробітник США. Один семестр навчався у Віденському економічному університеті, та один навчальний рік у Римському університеті Сап'єнца як стипендіат ЄС.
Мілатович здобув ступінь магістра з економіки в Оксфордському університеті.
Вільно володіє англійською мовою, може розмовляти італійською та іспанською мовами.

### Рання кар'єра
Мілатович працював у NLB Group Podgorica та Deutsche Bank у Франкфурті. У 2014 році приєднався до Європейського банку реконструкції та розвитку у команду економічного та політичного аналізу. У 2019 році він був підвищений до головного економіста країн ЄС, включаючи Румунію, Болгарію, Хорватію та Словенію, та працював в офісі Банку в Бухаресті.
Опублікував низку статей і є співавтором двох книг.

### Політична кар'єра
Обіймав посаду міністра економіки та економічного розвитку в уряді Здравко Кривокапича з 4 грудня 2020 до 28 квітня 2022 року. Протягом свого терміну Мілатович та міністр фінансів Мілойко Спаїч представили та реалізували неоднозначну програму економічних реформ «Європа зараз». Реформа передбачала стрімке підвищення зарплат і пенсій, тоді як гроші на це планувалося взяти шляхом різкого скорочення соціальних виплат, в першу чергу — на охорону здоров'я.
У 2022 році Мілатович та Спаїч заснували політичну партію «Європа зараз!», яка брала участь у місцевих виборах 2022 року. Мілатович, своєю чергою, очолив виборчий список партії в Подгориці як кандидат у мери.
У березні 2023 року Мілатович балотувався як кандидат від «Європи зараз» на президентських виборах 2023 року в Чорногорії. Його було обрано президентом після переконливої перемоги над чинним президентом Міло Джукановичем у другому турі 2 квітня 2023 року.

## Політичні позиції
Мілатович проголосував за незалежність Чорногорії на референдумі щодо незалежності 2006 року. Підтримує вступ Чорногорії до Європейського Союзу. Він виступає за тісніші відносини між Чорногорією та Сербією.

## Особисте життя
Мілатович одружений, має трьох дітей. Він сербський православний християнин, хрещений у монастирі Острог.